# Medaille voor de Verovering van Berlijn

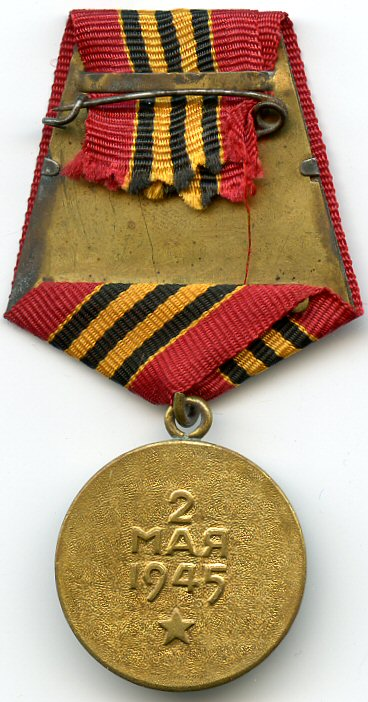
Achterkant van de medaille

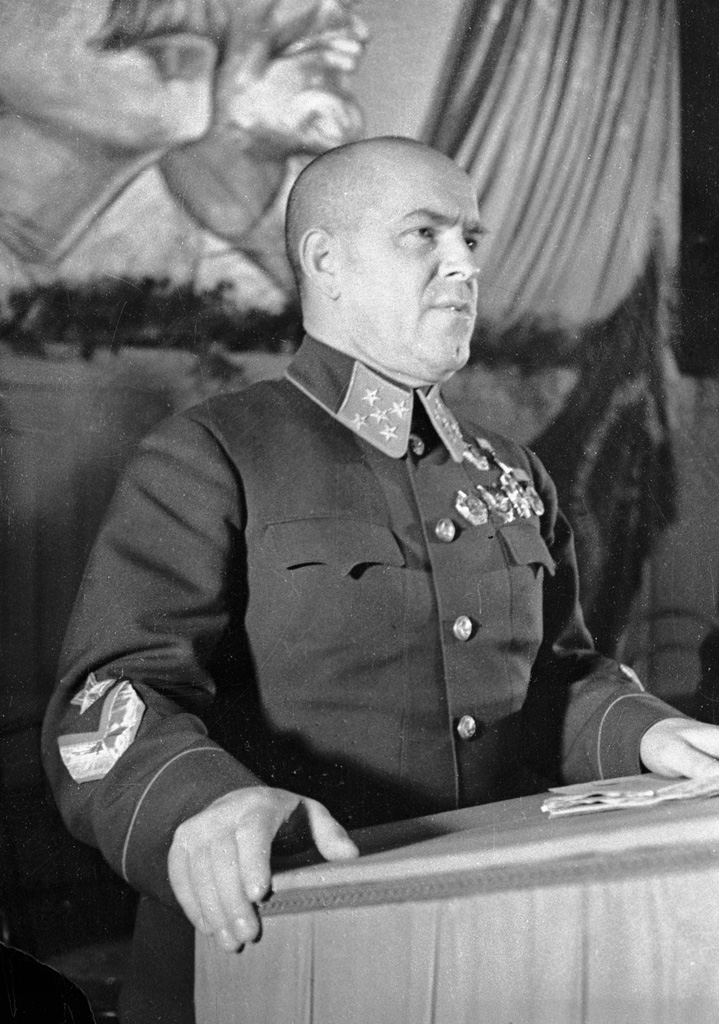
Maarschalk Georgi Zjoekov, ontvanger van de medaille.

De Medaille voor de Verovering van Berlijn (Russisch: Медаль «За взятие Берлина», Medal Za verjatie Berlina) was een Sovjetonderscheiding ter ere van de veroveraars van Berlijn. De Sovjetregering voerde de medaille op 9 juni 1945 in met een decreet van het Presidium van de Opperste Sovjet om aan de wens van het Volkscommissariaat voor de Verdediging van de Sovjet-Unie te voldoen. Het statuut van de medaille werd op 18 juli 1980 gewijzigd met een besluit van de Opperste Sovjet (№ 2523-X.).

## Statuut van de medaille
De medaille werd uitgereikt aan soldaten van het Rode Leger, matrozen van de Marine van de Sovjet-Unie en troepen van de NKVD voor zowel directe deelname aan de aanvallen als generaals en leiders van de verovering van de stad.
De Opperste Sovjet van de USSR reikte de medailles uit op basis van documenten die de deelname aan de strijd konden bevestigden. Actief militair personeel ontving de medaille uit de handen van hun overste, veteranen kregen de medaille van de lokale overheden.
De medaille werd aan de linkerkant van de borst gedragen, en in gezelschap van andere medailles van de USSR werd de medaille vlak na die voor de verovering van Wenen gedragen. In het bijzijn van medailles van de Russische Federatie hebben de vorige twee voorrang.

## Beschrijving
De medaille is rond met een diameter van 32 mm, is gemaakt van koper en heeft aan de voorkant een opstaande rand. Op de voorkant staat bovenaan een vijfpuntige ster, waaronder de tekst "Voor de verovering van Berlijn" (Russisch: «ЗА ВЗЯТИЕ БЕРЛИНА», Za Vzjatje Berlina) staat. De andere helft van de medaille staat een krans van eikentakken. Op de achterkant staat de datum van de verovering van Berlijn gegraveerd: "2 mei 1945" (Russisch: «2 МАЯ 1945»), met daaronder ook een vijfpuntige ster.
De medaille wordt aan een vijfhoekige constructie bevestigd. De constructie is bedekt met een 24 mm lang overlappend zijden lint. Twee rode strepen in moirépatroon van elk 6 mm breed staan aan de randen, waartussen zich een 12 mm breed lint van Sint-George bevindt.

## Ontvangers (gedeeltelijke lijst)
- Maarschalk van de Sovjet-Unie Georgi Zjoekov
- Maarschalk van de Pantsertroepen Michail Efimovitsj Katoekov
- Veroveraar van de Rijksdag: luitenant Aleksej Berest
- Veroveraar van de Rijksdag: sergeant Meliton Varlamovitsj Kantaria
- Veroveraar van de Rijksdag: sergeant Michail Aleksejevitsj Jegorov
- Luchtmaarschalk Aleksandr Ivanovitsj Pokrysjkin
- Maarschalk van de Sovjet-Unie Vasili Tsjoejkov
- Maarschalk van de Sovjet-Unie Ivan Ignatyevitsj Jakoebovski
- Maarschalk van de Sovjet-Unie Ivan Konev
- Maarschalk van de Sovjet-Unie Konstantin Rokossovski
- Kapitein Josif Zejoesovitsj Teper
- Generaal Ivan Jefimovitsj Petrov
- Maarschalk van de Sovjet-Unie Pavel Fjodorovitsj Batitski
- Luitenant-generaal Semjon Moisejevitsj Krivosjein
- Kolonel-generaal Jakov Timofejevitsj Tsjerevisjenko
- Generaal Ivan Ivanovitsj Fedjoeninski
- Zeiler Lev Efimovitsj Kerbel
- Gevechtspiloot luitenant-kolonel Vasili Maximovitsj Afonin
- Artilleriemaarschalk Vasili Ivanovitsj Kazakov
- Generaal Michail Sergejevitsj Malinin
- Luchtmaarschalk Serhi Gnatovitsj Roedenko
- Luitenant-generaal Nikolaj Pavlovitsj Simonjak
- Kapitein Gabriël Iljitsj Oerazovski
- Generaal Sagadat Kozjahmetovitsj Noermagambetov

### Buitenlanders
- Generaal, later president, Wojciech Jaruzelski (Polen)
- Maarschalk van Polen Marian Spychalski (Polen)
- Generaal Stanislav Gilyarovitsj Poplavsky (Polen)
- Brigade-generaal Mieczysław Cygan (Polen)